# Polonid sodný
Polonid sodný je radioaktivní anorganická sloučenina se vzorcem Na2Po, patřící mezi polonidy, chalkogenidy odvozené od polonia. Vzhledem k vysokému rozdílu elektronegativity mezi sodíkem a poloniem (≈ 1,1) jej lze považovat za přechod mezi kovalentní a iontovou sloučeninou.

## Příprava
Polonid sodný lze získat reakcí vodného roztoku polanu s kovovým sodíkem:
H2Po + 2 Na → Na2Po + H2
Další možností je zahřívání směsi polonia a sodíku na 300–400 °C.